# Sabula
Sabula est une ville américaine située dans le comté de Jackson dans l’État de l'Iowa. En 2010, sa population est de 576 habitants.

## Source de la traduction
- (en) Cet article est partiellement ou en totalité issu de l’article de Wikipédia en anglais intitulé « Sabula, Iowa » (voir la liste des auteurs).